# Programmed Data Processor

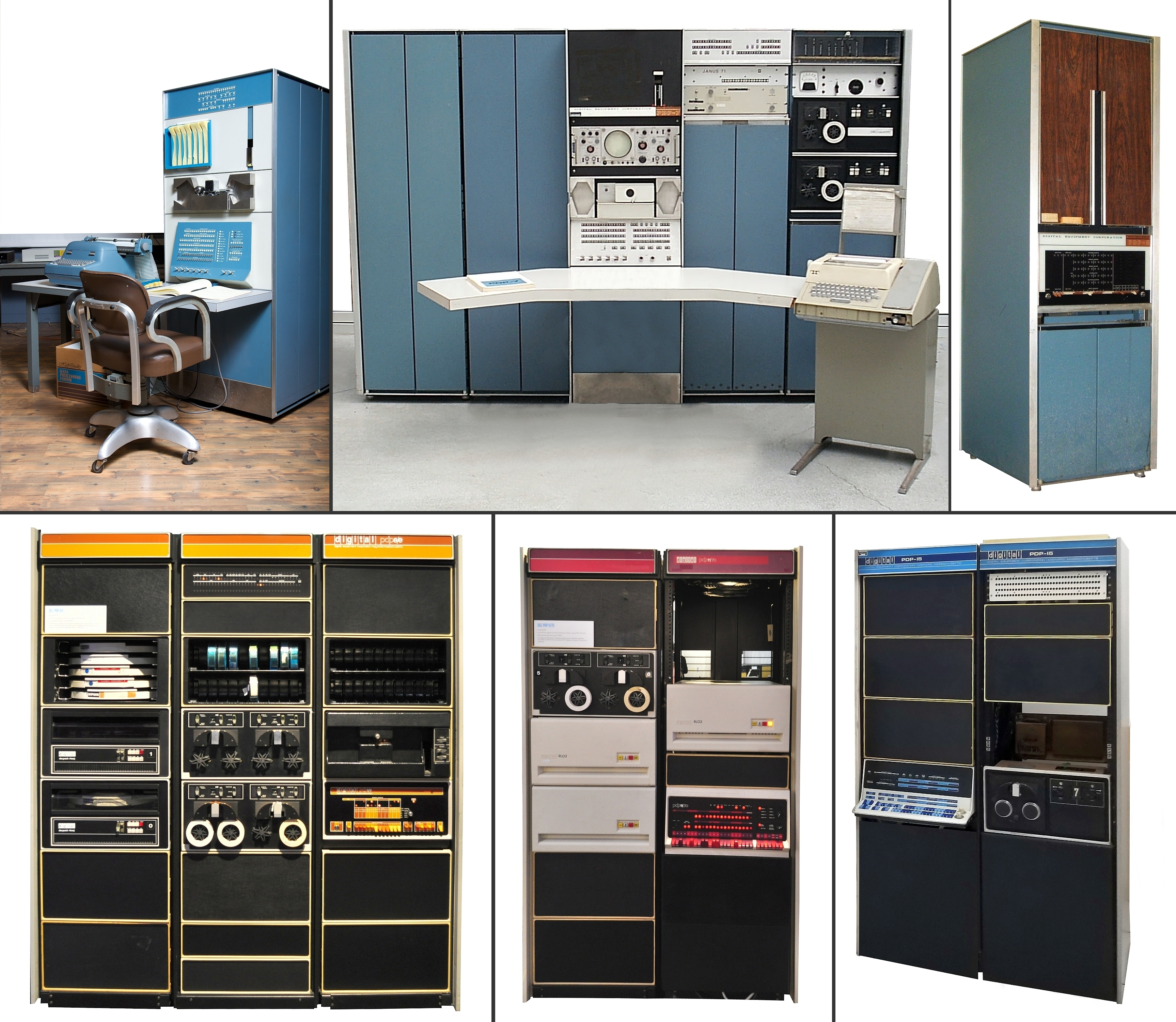
Zes verschillende minicomputers uit de PDP-serie met verschijningdatum: bovenste rij: PDP-1 (1959), PDP-7 (1964), PDP-8 (1965); onderste rij: PDP-8/E (1970), PDP-11/70 (1975), PDP-15 (1970).

Programmed Data Processor (PDP), door sommige media en auteurs aangeduid als "Programmable Data Processor", is een term die door Digital Equipment Corporation van 1957 tot 1990 gebruikt werd voor verschillende lijnen van minicomputers.
De benaming "PDP" vermijdt opzettelijk het gebruik van de term "computer". Ten tijde van de eerste PDP's hadden computers de reputatie grote, gecompliceerde en dure machines te zijn. De durfkapitalisten achter Digital steunden Digital's poging om een "computer" te bouwen niet en de term "minicomputer" bestond nog niet. Dus in plaats daarvan gebruikte Digital hun bestaande lijn van logische modules om een Programmed Data Processor te bouwen en richtte deze op een marktsegment dat zich de grotere computers niet kon veroorloven.
De verschillende PDP-machines kunnen over het algemeen worden gegroepeerd in families op basis van woordbreedte:
- de 18-bit familie: PDP-1, -4, -7, -9 en -15
- de 12-bit familie: PDP-5, -8, -12, -14 en -16
- de 36-bit familie: PDP-6 en -10 (DECSYSTEM-20)
- de 16-bit familie: PDP-11